# Мельзавод
Мельзавод — посёлок в Жирновском районе Волгоградской области России, в составе Медведицкого городского поселения.
Население — 122 (2021)

## История
Бывшая усадьба землевладельца Бореля Э.И.
Мельница при селе Нижняя Добринка существовала с 1876 года. Мельница принадлежала французу Э. Борелю. Современное здание мельзавода построено в 1892 году 

## Физико-географическая характеристика
Посёлок находится в лесостепи, в пределах Приволжской возвышенности, являющейся частью Восточно-Европейской равнины, на левом берегу реки Медведица, на высоте около 105 метров над уровнем моря. Посёлок окружён лесами. Почвы - пойменные нейтральные и слабокислые. Высота центра населённого пункта — 106 метров над уровнем моря.
Автомобильной дорогой посёлок связан с селом Нижняя Добринка (4 км). По автомобильным дорогам расстояние до областного центра города Волгограда составляет 290 км, до районного центра города Жирновск — 28 км, до рабочего посёлка Медведицкий — 8,5 км. Железнодорожная станция Медведица железнодорожной ветки Балашов-Петров Вал Волгоградского региона Приволжской железной дороги расположена в посёлке Медведицкий.
Часовой пояс
Посёлок Мельзавод, как и вся Волгоградская область, находится в часовой зоне МСК (московское время). Смещение применяемого времени относительно UTC составляет +3:00.

## Население
Динамика численности населения
| 1891 | 1987 |
| ---- | ---- |
| 7    | ≈80  |

| 2010 | 2014 | 2016 | 2017 | 2018 | 2019 | 2020 |
| ---- | ---- | ---- | ---- | ---- | ---- | ---- |
| 172  | ↘157 | ↘150 | ↘145 | ↘137 | ↗140 | ↘137 |
| 2021 |      |      |      |      |      |      |
| ↘122 |      |      |      |      |      |      |